# Psilocybe cyanescens
Psilocybe cyanescens é uma espécie potente de cogumelo psicodélico. Os principais compostos responsáveis por seus efeitos psicodélicos são a psilocibina e a psilocina. Pertence à família Hymenogastraceae. A descrição formal da espécie foi publicada por Elsie Wakefield em 1946 nas Transactions of the British Mycological Society, com base em uma espécime que havia coletado em Kew Gardens. Ela começou a coletar as espécies já em 1910. O cogumelo não é geralmente considerado como sendo fisicamente perigoso para adultos. Uma vez que todos os compostos psicoativos em P. cyanescens são solúveis em água, os corpos frutíferos podem ser tornados não-psicoativos por meio de parboilização, permitindo seu uso culinário. No entanto, uma vez que a maioria das pessoas os considera excessivamente amargos e como são demasiados pequenos para terem um grande valor nutritivo, isso não é feito com frequência.
O psilocibo cyanescens pode às vezes frutificar em quantidade colossal; mais de 100.000 cogumelos foram encontrados crescendo em uma única mancha em uma pista de corrida na Inglaterra.